# SK 아우스트리아 클라겐푸르트
SK 아우스트리아 클라겐푸르트(SK Austria Klagenfurt)는 오스트리아 클라겐푸르트를 연고지로 한 축구 클럽이다.

## 역사
아우스트리아 클라겐푸르트는 외르크 하이더의 주도로 케른텐주 정부가 추진하는 오스트리아 분데스리가에 참가할 케른텐주 연고의 팀을 설립하려는 노력으로 창단되었다. 팀은 앞서 같은 해에 창단된 SK 아우스트리아 케른텐이 2010년에 해체되기 전까지 활동을 하지는 않았다. 또한 팀의 브랜드는 1920년에 설립되어 1999년에 FC 케른텐으로 이름을 바꿔 2009년에 해체한 SK 아우스트리아 클라겐푸르트의 전통을 이어받아 사용하고 있다.

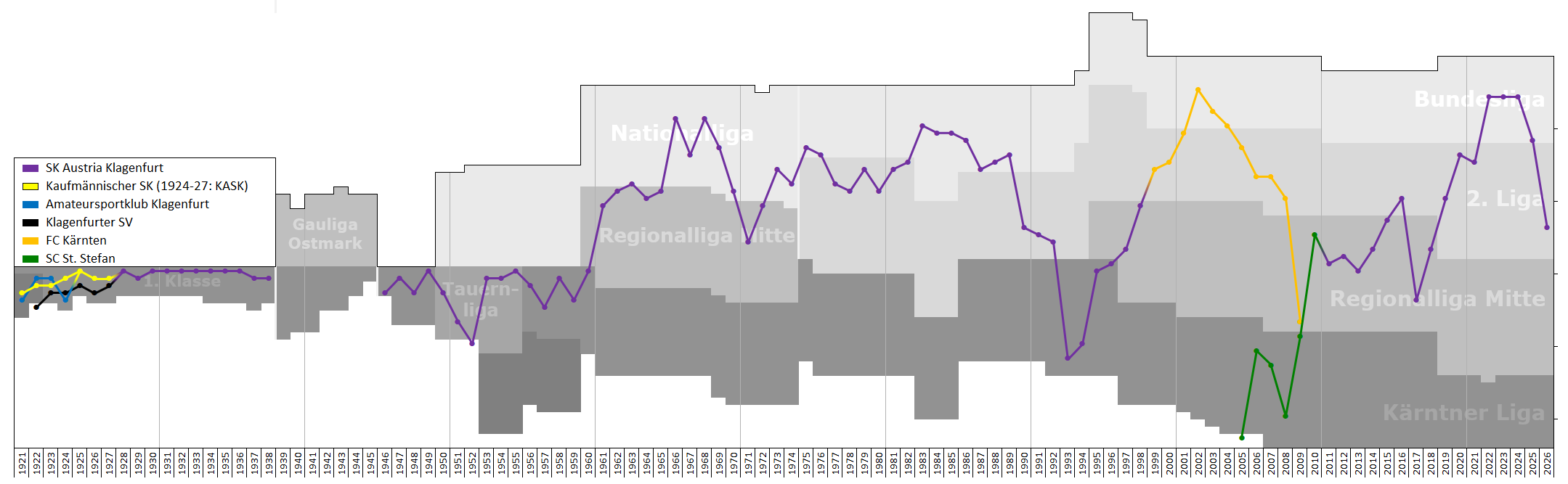
아우스트리아 클라겐푸르트와 전임구단들의 역대 리그 성적 차트

## 선수 명단

### 현역
- 솔로몬 보나(2022 ~ )
- 세바스찬 소토(2022 ~ )
- 앤디 어빙(2022 ~ 2023, 2023 ~ )

### 역대
- 프리드리히 콘칠리아(1965 ~ 1969)
- 에리크 아코토(2012 ~ 2013)